# Oxypoda collaris
Oxypoda (Oxypoda) collaris – gatunek chrząszcza z rodziny kusakowatych i podrodziny Aleocharinae.
Gatunek ten opisany został w 1865 roku przez Féliciena Henry'ego Caignarta de Saulcy.
Chrząszcz ten wykazany został z Izraela, tureckich prowincji Gaziantep, Kahramanmaraş, Adana, Hatay i Osmaniye, irańskiego ostanu Fars oraz okolic północnoirakijskiego Rawanduz.